# NGC 5328
NGC 5328 is een elliptisch sterrenstelsel in het sterrenbeeld Waterslang. Het hemelobject werd op 5 mei 1793 ontdekt door de Duits-Britse astronoom William Herschel.

## Synoniemen
- ESO 445-67
- MCG -5-33-28
- PGC 49307